# Język tutong
Język tutong (lub tutung) – język austronezyjski używany w Brunei. Według danych z 2006 roku posługuje się nim blisko 17 tys. osób.